# 인생화보 (2002년 드라마)
《인생화보》는 2002년 8월 5일부터 2003년 4월 19일까지 KBS 1TV에서 방연된 한국방송공사 TV소설로, 김내성의 소설을 원작으로 극화한 1987년 MBC 《인생화보》에 이어 두 번째로 드라마되었다.
한편, 이 작품은 전쟁 때문에 헤어진 자매가 서로 모르고 한 남자에 의해 삼각 관계로 얽혔다는 내용이란 지적이 있었다.

## 등장 인물

### 주요 인물
- 김지연 : 이정림 역
- 김정난 : 이애림 역 - 정림의 언니
- 이세창 : 신형우 역 - 신용석의 장남
- 송일국 : 신형식 역 - 신용석의 차남

### 주변 인물
- 최길호 : 정림의 할아버지 역
- 한인수 : 신용석 역 - 형우와 형식의 아버지
- 김형자 : 나씨 역 - 형우와 형식의 어머니
- 도기석 : 민수 역 - 형식과 고교 동창
- 송기윤 : 이치도 역 - 애림과 정림의 아버지
- 김창숙 : 한씨 역 - 애림과 정림의 어머니
- 김지영 : 심씨 역 - 민수의 할머니
- 유승봉 : 달호 역 - 곰의 부하
- 선동혁 : 곰 역 - 부산 토박이 건달 두목
- 양미경 : 월영 역 - 신용석의 애첩
- 김광영 : 이문철 역 - 정림의 동생
- 배도환 : 막동이 역 - 형식의 심복
- 권기옥 : 쌍가마 역 - 막동이의 어머니

### 그 외 인물
- 강산 : 신성재 역
- 이매리 : 이은선 역
- 황은하 : 유민정 역
- 박팔영 : 부장 역
- 정승호 : 황 소장 역
- 윤갑수 : 형사 역
- 공재원